# Soulier d'or belge 2014
Le Soulier d'or 2014 est un trophée individuel, récompensant le meilleur joueur du championnat de Belgique sur l'ensemble de l'année 2014. Ceci comprend donc deux demi-saisons, la fin de la saison 2013-2014, de janvier à juin, et le début de la saison 2014-2015, de juillet à décembre.
Il s'agit de la soixante et unième édition du trophée, remporté par le milieu Dennis Praet du RSC Anderlecht. 

## Classement
| Place | Pays | Joueur           | Club(s)           | Total |
| ----- | ---- | ---------------- | ----------------- | ----- |
| 1.    |      | Dennis Praet     | RSC Anderlecht    | 250   |
| 2.    |      | Víctor Vázquez   | FC Bruges         | 245   |
| 3.    |      | Hans Vanaken     | KSC Lokeren       | 162   |
| 4.    |      | Mathew Ryan      | FC Bruges         | 120   |
| 5.    |      | Silvio Proto     | RSC Anderlecht    | 101   |
| 6.    |      | Thorgan Hazard   | Zulte Waregem     | 65    |
| 7.    |      | Cheikhou Kouyaté | RSC Anderlecht    | 62    |
| 8.    |      | Youri Tielemans  | RSC Anderlecht    | 39    |
| 9.    |      | Chancel Mbemba   | RSC Anderlecht    | 33    |
| 10.   |      | Michy Batshuayi  | Standard de Liège | 29    |

## Autres prix
- But de l'année : Víctor Vázquez
- Meilleur gardien : Mathew Ryan
- Meilleurs supporters : FC Bruges
- Espoir de l'année : Youri Tielemans
- Entraineur de l'année : Besnik Hasi
- Meilleur Belge à l'étranger : Thibaut Courtois

### Sources
- Dennis Praet sacré Soulier d'Or 2014, rtbf.be
- Dennis Praet décroche le Soulier d’or 2014: «Un honneur incroyable», lesoir.be